# Штампарство и издаваштво у Земуну
Штампарство и издаваштво у Земуну зачето је под влашћу Аустрије, на територији која је тада представљала границу са Србијом под турском влашћу. Земунцима је била забрањена продаја или пренос књига и новина у суседни Београд, као и у остале окупиране територије. Овакав став аустријских власти према српским издањима изазвао је потребу да се у Србији отвори штампарија која ће слободно штампати књиге потребне земљи и народу. Иако је постојала српска штампарија у Војводини, тамо се није могла штампати свака књига због цензуре. У Београду, све до 1832. године није било штампарије, а ни књижаре све до 1827. године. Књиге су се налазиле у малим тиражима, са малим бројем претплатника.

## Штампарство и издаваштво у Земуну у 19. веку

### Значајне личности за штампарство и издаваштво

#### Гаврило Ковачевић
У Земуну је постојало неколико књижара од којих је најзначајнија била књижара стихотворца и књиговесца Гаврила Ковачевића (1765-1832). Гаврило Ковачевић је започео напоран рад у Земуну који касније продужава и наставља отац песника Бранка Радичевића, затим Вуков пријатељ Василије Василијевић, Стјепан Марјановић, Димитрије Чобић и други.
Родио се у Иригу, умро је као књиговезац у болници у Земуну. Написао је велики број јуначких песама и романтичних спевова. Написао је и Српски устанак под Карађорђем, које је било прештампавано у великом броју примерака, као и Песму о Косовском боју из 1805. године, која је 1856. године доживела седмо издање. Од њега су познате легенде о Светом Сави, Данилу, Јерониму и другима. Први је прештампао ћирилицом Качићев Разговор угодни народа словинског.

#### Данило Медаковић
Прва штампарија у Земуну била је штампарија Данила Медаковића, која је функционисала за време мађарске револуције. За рад Медаковићеве штампарије је везано излажење неколико српских листова, који су штампани у Земуну у континуитету. За време борби између Срба и Мађара, штампарија је из Новог Сада пренета у Сремске Карловце, а одатле у Земун. Налазила се на земунском пристаништу, на броду, како би у случају продора Мађара могла неометано бити пренета у Београд. Између других књига које су тада одштампане у Земуну истиче се издање целокупних дела Доситеја Обрадовића у 10 књига. На корицама Доситејевих књига стоји ознака штампарије и датум: "1850. у Земуну."

#### Игњат Карло Сопрон
На самом почетку друге половине 19. века, 1851. године, Новосађанин Игњат Карло Сопрон, који се населио те године у ЗеКарло Сопронмуну, тражи од надлежних власти одобрење за отварање штампарије у Земуну. У октобру месецу исте године војно-цивилни гувернер из Темишвара прихвата Сопронов захтев. Земун добија велику и добро уређену штампарију под Сопроновим стручним руководством, у којој ће се у наредним деценијама штампати, поред немачких књига и новина, и велики број српских књига, часописа и листова. Значај ове штампарије почива на чињеници да извесне књиге и новине штампане у њој имају југословенски карактер и значај.
Када се 1851. године доселио у Земун, Сопрон је основао своју штампарију у којој је штампао књиге на српском, немачком, бугарском и грчком језику. У њој је такође штампао и велики број тадашњих земунских листова, као што су били Српски народни Вјесник, Земунски гласник, Граничар и други. На позив турске владе, Сопрон одлази 1865. године у Сарајево где отвара штампарију и издаје листове Босански Вјесник и Босна. У Земун се враћа 1865. године и наставља са својим новинарско штампарским радом. Написао је обимну Историју Земуна на немачком језику, као и више других књижевних радова. Учествовао је и у стварању земунских културних институција нпр. Библиотека. Познато је да је Земунска Библиотека 1830. године имала преко 1000 књига страних и српских писаца, Платона, Демостена, Цицерона и др.

#### Милош Грабовачки
Међу најзначајнијим земунских штампарима био је Милош Грабовачки, који се прво бавио трговином. Истакнутог српског културног и националног радника у Срему - Земуну и његову породицу, пратила је зла коб. Милош Грабовачки је провео више година у тамници, као и његова супруга Јелена која је тамо и умрла; али и кћерка јединица Ирена - "због велеиздаје". Због осведочене националне посвећености носио је надимак Србин. Пуних четрдесет година имао је своју културну и политичку мисију на територији Земуна и околине. Његова књижара је била зборно место за све патриоте. Деценијама водио "српска посла"; писао и штампао штиво које је жигосало непријатеље српства, због чега је много истрпео и пострадао. Он је низ година издавао лист у Земуну под називом Србинови записници Милоша Грабовачког. 1876. године, Милош Грабовачки почиње са издавањем новог сатирично-поучног листа под називом Бомба . Први број тог листа са додатком Огласник изашао је 10. маја 1876. године. Од 1886. до 1888. године, Грабовачки је уређивао и издавао лист под именом Јавност. Грабовачки 1884. године издаје још један лист под називом Србинови листићи. Од других његових издања, истичу се књига Песме данашњег доба.

### Листови

#### Вјесник
Коста Богдановић покренуо је 1848. године у Пешти Вјесник који је заступао идеје француског радикализма. Такав српски лист није могао да опстане у Пешти и након два месеца излази у Новом Саду, затим у Сремским Карловцима, где Вјесник постаје орган Главног српског народног одбора. Овај лист, као и Медаковићева штампарија није био у Карловцима обезбеђен од доласка Мађара те је редакција пресељена у Земун у коме лист излази од 16. априла под новим именом Вјесник војводства Сербије. У Земуну лист је штампан у Медаковићевој штампарији. У месецу јуну исте године Вјесник престаје да излази.

#### Напредак
Напредак је био први српски лист штампан новим правописом Вука Караџића. Као и Вјесник, Напредак је такође пренет у Земун 1849. године и излазио је мање од годину дана. Овај лист као и претходни Вјесник, и многи листови у Земуну наредних деценија били су забрањивани од аустријских власти. За време овакве ситуације у Земун долазе и многи други знаменити људи. Један од њих је Јован Ђорђевић, Славко Златојевић који ће радити у редакцији Напретка.

#### Војвођанка
Већ првих година друге половине 19. века у Земуну се јављају многи листови. Земун добија нови лист за књижевност, забаву и новости - Војвођанку. Први број Војвођанке одштампан је 1. јануара 1851. године у штампарији Данила Медаковића а под уредништвом Милорада Медаковића. Лист је излазио два пута недељно на осам страница. Садржао је вести, домаће и стране, чланке из историје и књижевне прилоге. Војвођанка ће бити први земунски лист који шире прати живот града. Војвођанка се борила против великомађарских тежњи у Војводини, исправљала нетачне мађарске статистичке податке, доносила вести из словенских земаља.

#### Подунавка
Један од првих земунских листова била је Подунавка. Овај недељни лист, у тиражу од 450 примерака, доносио је политичке вести, чланке о Русији и сталне рубрике попут домаћих и страних вести, и историјских чланака. Поред Љубомира Ненадовића и Ђорђа Малетића, сарадници Подунавке постају Јова Илић који у овом листу штампа већи број својих песама, поп Илија Округић Сремац који објављује своју историјску приповетку, затим Стеван Владислав Каћански, Јоксим Новић Оточанин, Змај Јова. Лист је доносио народне песме, логорифе, законетке, ребусе, анегдоте. У рубрици Месне вести налазе се слике Земуна шездесетих година 20. века. Подунавка је излазила три године. У јануару 1860. године Игњат Сопрон покушао је да поново изда Подунавку. Упутио је молбу која је била одбијена од стране војних власти из Темишвара.

#### Земунски гласник
У новембру 1867. године појавио се нови лист под називом Земунски гласник који је излазио једном недељно до 1869. године. Знатан простор листа био је посвећен поучној забави читалаца као и месним интересима. Објавио је већи број чланака о привреди, штедионицама, економским задругама и друго.
У Архиви Земунског магистрата, која се данас налази у склопу Државне архиве града Београда, сачувано је неколико докумената о покретању и издавању листова и часописа. Ти документи не говоре о конкретној садржини и улози самих листова и часописа, али су допринели коначној оцени ових листова и часописа.

#### Народни пријатељ
Први лево опозициони лист, у односу на тада владајућу грађанску странку, Либералну, јесте Народни пријатељ. Покренуо га је и издавао 1870. године у Земуну новинар Сима Поповић. Он је био родом из Срема, из Товарника, једно време је живео у Београду где долази у сукоб са режимом намесничке владе. Пријаву за покретање Народног пријатеља упућује из свог родног места магистрату града Земуна првог маја 1870. године. У пријави образлаже потребу српског становништва за листом после престанка Земунског гласника. Лист ће излазити под насловом Народни пријатељ, од првог јуна једном недељно. Први број новог листа излази петог јула 1870. године, чији је циљ био да допринесе унапређењу просвете. Овај лист се не може сматрати партијско-политичким листом. Не представља одређену странку, групацију, програмску и акциону оријентацију. Један од најближих сарадника листа био је Драгиша Станојевић, радикал и републиканац.

#### Учитељ
Први часопис ког су уредили и чији су главни сарадници били социјалисти је Учитељ. Покренут је у Земуну, први број излази 23. јануара 1873. године. С обзиром да други број није могао да изађе у Земуну, седиште часописа је пресељено у Вршац где излази до 31. марта следеће године.

#### Панчевац / Граничар
Један од најпознатијих српских листова који је заступао социјалистичка схватања био је Панчевац. Када је због таквог писања лист забрањен, његов уредник Јован Павловић прелази у Земун и ту 1. децембра 1874. године издаје лист Граничар. Прве децембарске бројеве Граничара добијали су претплатници Панчевца у замену за свој лист. Овај земунски лист 19. века за своје три године почиње са излажењем са називом Граничар, затим је име промењено у Нови Граничар, а на крају опет узима прво име. Овом политичком листу било је забрањено да доноси политичке вести. Уредник Граничара, Јован Павловић држао је рекорд - против њега се почетком 1876. године водило осамнаест судских процеса због штампарских преступа. Последњи број Граничара излази 27. јула 1876. године.

#### Остали листови
Године 1875. у Земуну истовремено излази четири листа. Први од њих, Братство, излази у мају. Издали су га Никола Марковић и Драгиша Станојевић, следбеници Светозара Марковића. Лист је излазио нередовно, један кратак временски период. Последњи број је одштампан 25. августа 1875. године. Други лист био је Слободњак - хумористично-сатирични лист. Излазио је од 1. маја 1875. године и излажење је наставио у Вршцу.
Земунски учитељ Мита Нешковић, покренуо је 10. октобра 1875. године, независни учитељски лист Нова школа. Лист је садржао чланке о школи и учитељству, где су земунски учитељи писали стручне приручнике. Државно одветништво је осудило Нешковића на четрнаест дана затвора и часопис је престао да излази.
Године 1875. земунски учитељ и педагог А. Кузмановић покреће лист за децу, Дечији пријатељ. Овај лист је излазио као додатак независном учитељском листу Нова школа.
Други дугогодишњи немачки лист за културне и народно привредне интересе Semliner Wochenblatt, почео је да излази 1879. године. Уређивао га је Игњат Сопрон.
Ново време је земунски лист који је излазио пуних једанаест година. Покренули су га 1889. године Димитрије Руварац, Сима Пајић и Влада Николић. Лист је водио борбу против немачког утицаја у јавним службама града.
Један од најпознатијих српских књижевних листова издат у Земуну је Змајев Јавор. Излазио је у Земуну 1893. године, где се и угасио. У Земуну је први број Јавора изашао 1. фебруара, а последњи 1. новембра. У земунском листу Јавор објављена је информација да исте године, 1893., у свету је било укупно 49 српских штампарија, 30 у Србији, 14 у Аустроугарској, 2 у БиХ, 1 у Турској и 1 у САД. Редослед градова по броју штампарија изгледао је: Београд 11, Нови Сад 4, Земун и Ниш по 3.

## Штампарство и издаваштво у Земуну у 20. веку

#### Листови и часописи
Почетком 20. века излазио је у Земуну лист Народност. Он се појавио у Панчеву 1897. године а наставља излажење у Земуну, два пута недељно до краја 1909. године, у штампи Јована Пуље. Ово је био политички лист који је објављивао вести са заседања Угарског сабора, Српског црквеног одбора, о Велеиздајничком процесу у Загребу.
Јован Живковић покреће у Земуну 1899. године лист Тајанствени свет. Шест година касније, 1906. године у Земуну излази Лаворика. Власник је био Славко Јовановић а главни уредник Љубиша Валић. Овај лист наставља са излажењем у Београду.
Током пет деценија у 20. веку у Земуну је изашло скоро тридесет новина и часописа. Исти толики број штампан је током прве четири деценије овог века. Земунски лист под називом Исток почиње да излази у септембру 1901. године, са темом политике, привреде, просвете, културних догађаја и делатности. Уредник Истока био је др В. Николић, власник Д.С. Пајић. Други земунски лист из 20. века био је Гласник (1905.1906) под уредништвом Васе Настића.
Од 1901. до 1918. године у Земуну је штампан лист на немачком језику Semliner Voksblatt. У марту 1906. године покренут је последњи Земунски лист на немачком језику Syrmier Bote. Лист је излазио до 1909. године.
Јован Радивојевић-Вачић и Миливој Бабић и штампар Исидор Стојчић издају од 1906. до 1908. године месни демократски лист Народни гласник. У октобру 1907. године Народни гласник је пренет у Загреб где су га издавали Ђорђе Красојевић и Стијепо Кобасица.
Серија листова Радикалне странке у Земуну почиње листом Српски одјек од 1907. до 1912. године. Овај лист водио је оштру пропаганду против Аустроугарске.
Милан Илкић као власник, уредник и штампар издавао је 1911. и 1912. године, недељни лист за просвету и привреду под називом Сремац. Због цензуре лист је доносио мало политичких вести, нешто више само о балканском рату. Шестог јануара 1913. године изашао је последњи његов број.
Током 1912. и 1913. године у Земуну, недељом је излазио Мали гласник, лист за привреду, поуку и забаву, под уредништвом Исидора Стојчића.
Године 1914. у Земуну се издаје Садашњост, независтан политички лист Јована Радивојевића-Вачића.
Током окупације 1917. године у Земуну излази лист Уједињење.
Први послератни лист у држави СХС био је орган Демократске странке - Народна мисао. Излазио је у времену од 1920. до 1921. године под уредништвом Славка Радовановића.
Од 1924. до 1929. године излазио је у Земуну Сремски гласник, Јована Бараћа.
Живко Бочарски 1926. године издаје Сремски одјек.
Током 1927. године Никола Николић издаје порнографски часопис под именом Дерт.
Године 1932. појављује се лист Петра Б. Петровића, Земунски известитељ. Појавио се 10. јула а 28. августа уместо њега изашао је нови земунски лист и то је био Земунски вјесник. Живео је до марта 1933. године. Из овог листа сазнаје се да је 1933. године у Земуну излазио лист Трибина који је заступао интересе Светислава Поповића.
Године 1933. штампане су у Земуну Логорске новине.
Године 1936. појавио се политички лист под називом Земунске новине са уредником Фрањом Ценићем. Исте године јавља се национално политички лист под називом Наша реч коју је уређивао Марко Будимир. Из овог листа се сазнаје да је 1936. године у Земуну излазио лист Мали Балкан, који је водила група млађих новинара из Земуна.
У Земуну су између два светска рата излазила два јеврејска листа Luzerro, и  Rayon.
Поред дугачког списка листова и часописа који су излазили у Земуну од половине 19. па до половине 20. века, штампано је у Земуну још много листова. Неки од њих су штампани у Земуну али су београдске публикације, као на пример Југословенске новине и Југословенски глас. Они су штампани прво у Загребу, одн. Бечу, затим у Београду и у Земуну. Број ових листова је био највећи између два светска рата, што је доказ графичких способности и услуга земунских штампарских кућа.

#### Књижарско-издавачки завод "Напредак"
Петар Коњовић је оснивач и власник књижарско-издавачког завода "Напредак" у Земуну (1910—1914). Петар Коњовић, поред делатности на пољу музике, занимао се и за књижарство и штампарство. Завршио је студије на Конзерваторијуму у Прагу. Коњовић је живео и радио у Земуну од 1906.-1914. године. Помагао је издавање књига српских књижевника. Године 1910. 25. септембра новосадски лист Српство, орган Српске народне странке у Угарској доноси вест о оснивању Књижарско-издавачког завода Напредак у Земуну. Почетком 1912. године појавила су се Дела Ђуре Јакшића у четири књиге. Овим књигама почео је књижарско-издавачки завод Напредак своју едицију Српски класични писци. Прва књига се звала Песме, друга Драме, трећа Приповетке, четврта Приповетке. Одломци. Краћи прозни списи. Издавање ове збирке завршено је 1914. године.
Године 1912. "Напредак" започиње нову едицију под називом "Културни проблеми". У овој едицији је до 1914. године изашло девет књига.
"Напредак" је поред књига из наше, издавао и преводе дела из светске књижевности. До 1914. године су изашле приповетке Ги Де Мопасана и приповетке Антона Чехова.
Године 1913. "Напредак" издаје збирку песама "На прагу" Вељка Петровића.
По избијању Првог светског рата, Коњовић напушта Земун и одлази у Сомбор, где се бави компоновањем.

## Послератни период
Први послератни лист у држави СХС био је орган Демократске странке Народна Мисао (1920—1921). Од 1924. до 1929. излазио је Сремски Гласник. У том периоду излазили су и други листови: Сремски одјек (1926), Нови Београд (1930), Земунски известитељ (1932), који је касније мењао име у Земунски вјесник и Земунски гласник, затим Трибина (1933), петнаестогодишњи раднички лист Стража (1933), Земунске новине (1933), независан политички лист који је уређивао Фрања Ценић, Наша реч (1936), Шаљиви лист Нумез, као и низ других листова и часописа који су били стручног карактера или су били гласила појединих установа или удружења.